# Quo Vadis (Dyson)
Quo Vadis is naast andere begrippen een compositie van de Britse componist George Dyson. Het is een compositie voor sopraan, contra-alt (of mezzo-sopraan), tenor, basbariton, kamerkoor, koor en orkest.
Vlak de Tweede Wereldoorlog was het in de Britse muziekwereld korte tijd mode om muziekstukken te componeren op basis van teksten van gedichten afgewisseld met Bijbelteksten. Dit werk valt in die categorie. De volledige titel is Quo Vadis; a cycle of poems. Dyson heeft van allerlei dichters teksten geleend en ook uit de Bijbel. Er zijn niet gehele gedichten getoonzet, er zijn fragmenten gebruikt. In de totaliteit valt dat niet op.

## Delen
- Our birth is but a sleep (voor koor) (teksten:William Wordsworth)
- Rise, O my soul (voor de contra-alt en kamerkoor) (Teksten:Walter Raleigh, Thomas Campion);
- O whither shall my troubles muse incline (voor bas en koor) (teksten:Barnaby Barnes, Robert Herrick en Thomas Steinhold)
- Night hath no wings (voor tenor, kamerkoor en solo altviool) (teksten Robert Herrick en Isaac Williams;
- O Timely happy, timely wise (voor solisten, koor en kamerkoor) (teksten:John Keble)
- Dear stream! Dear bank! (voor sopraan) (teksten: Henry Vaughan en George Herbert)
- Come to me, God (bas en koor) (teksten: Robert Herrick en Henry Vaughan)
- They are the rest (contra-alt en solisten) (teksten: John Henry Newman
- To find the western path (tenor, solisten en koor) (teksten: William Blake, Percy Bysshe Shelley).

En dat alles begeleid door symfonieorkest.
Dyson was ten tijde het componeren van dit werk directeur van het Royal College of Music en schreef compositie voor het Drie Koren-festival dat jaarlijks plaatsvond (zie ook andere werken van hem). Het, wat nu bekendstaat als het, eerste gedeelte van bestemd voor uitvoering op het festival van 1939; de Tweede Wereldoorlog gooide roet in het eten. De eerste uitvoering van het eerste gedeelte vond plaats op 12 april 1945, in de Royal Albert Hall onder leiding van de componist zelf. Gedurende de oorlog componeerde hij verder, op 8 september 1949 vond première plaats van het voltooide opus, ook weer gedurende zo’n festival. Het componeren voor dat festival hield in dat de compositie niet te ingewikkeld moest zijn (het betrof amateurkoren), maar het moest wel een uitdaging zijn om het te kunnen uitvoeren. En zo klinkt het werk dan ook, nog geschreven in de laatromantische stijl, dus melodieus, maar toch complex gestructureerd door gebruik te maken van solisten, kamerkoor, koor en orkest en dat steeds in afwisselende samenstelling. Het enige nadeel is dat (en dat geldt voor meerdere werken van Dyson) de compositie nogal emotieloos en vlak klinken; Dyson liet alle stromingen uit de Klassieke muziek uit de 20e eeuw aan zich voorbijgaan en hield zijn emoties binnen. Wel hoor je het verschil tussen het gedeelte van dat voor de oorlog is geschreven en het gedeelte van tijdens de oorlog. In de laatste zit meer dynamiek, Dyson dacht waarschijnlijk terug aan zijn eigen oorlogsjaren in de Eerste Wereldoorlog, waarin hij heeft gevochten.

## Bron en discografie
- Uitgave Chandos; sopraan: Cheryl Barker; mezzo-sopraan Jean Rigby, tenor Phlip Langdridge, basbariton Roderick Williams, Kamerkoor van het College of Music and Drama Wales, koor en orkest van het BBC National Orchestra of Wales o.l.v. Richard Hickox.